# Граф Бессборо

Герб графів Бессборо.

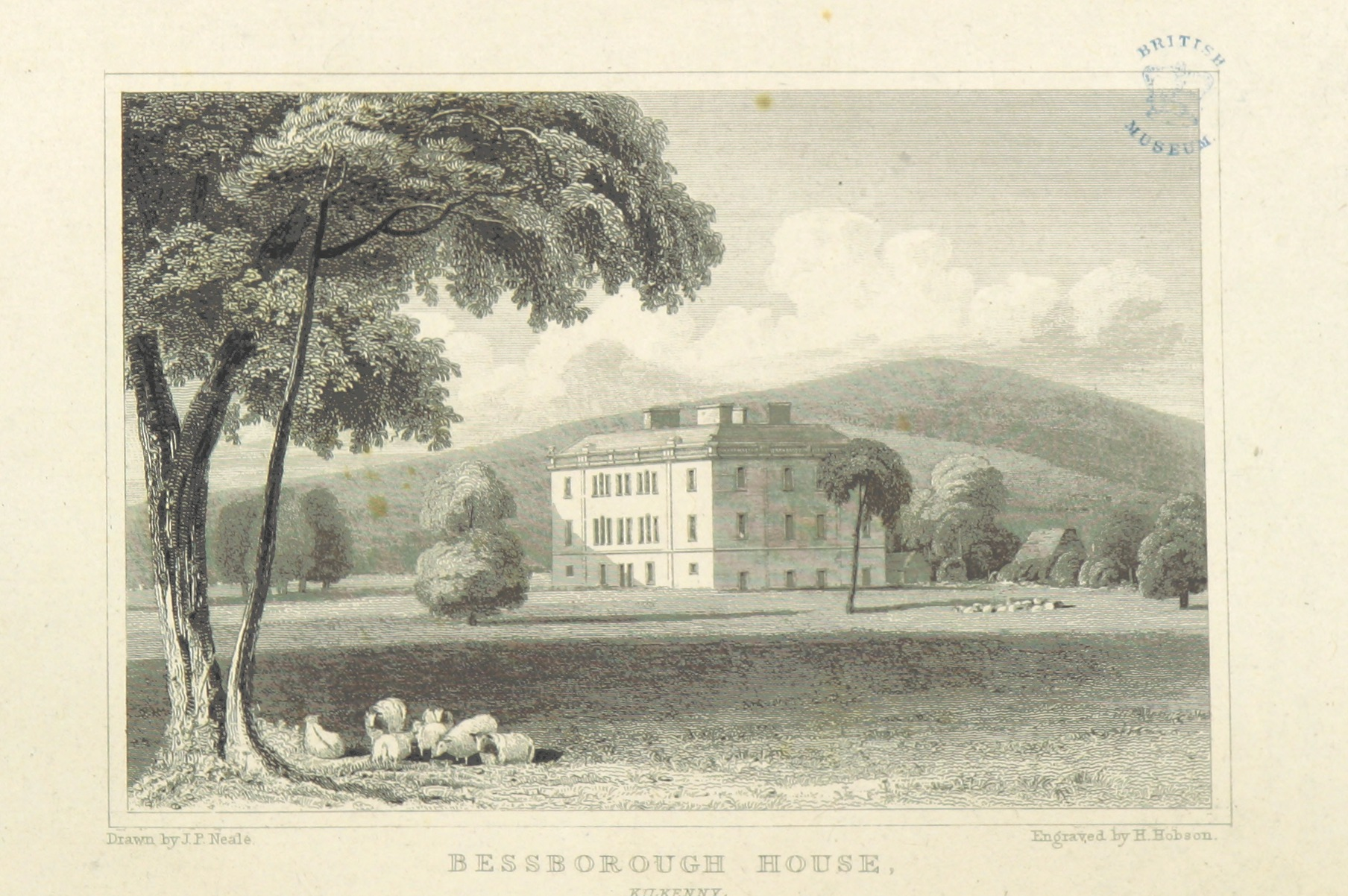
Бессборо-Хаус, Ірландія. Малюнок художника Престона Ніла (1818).

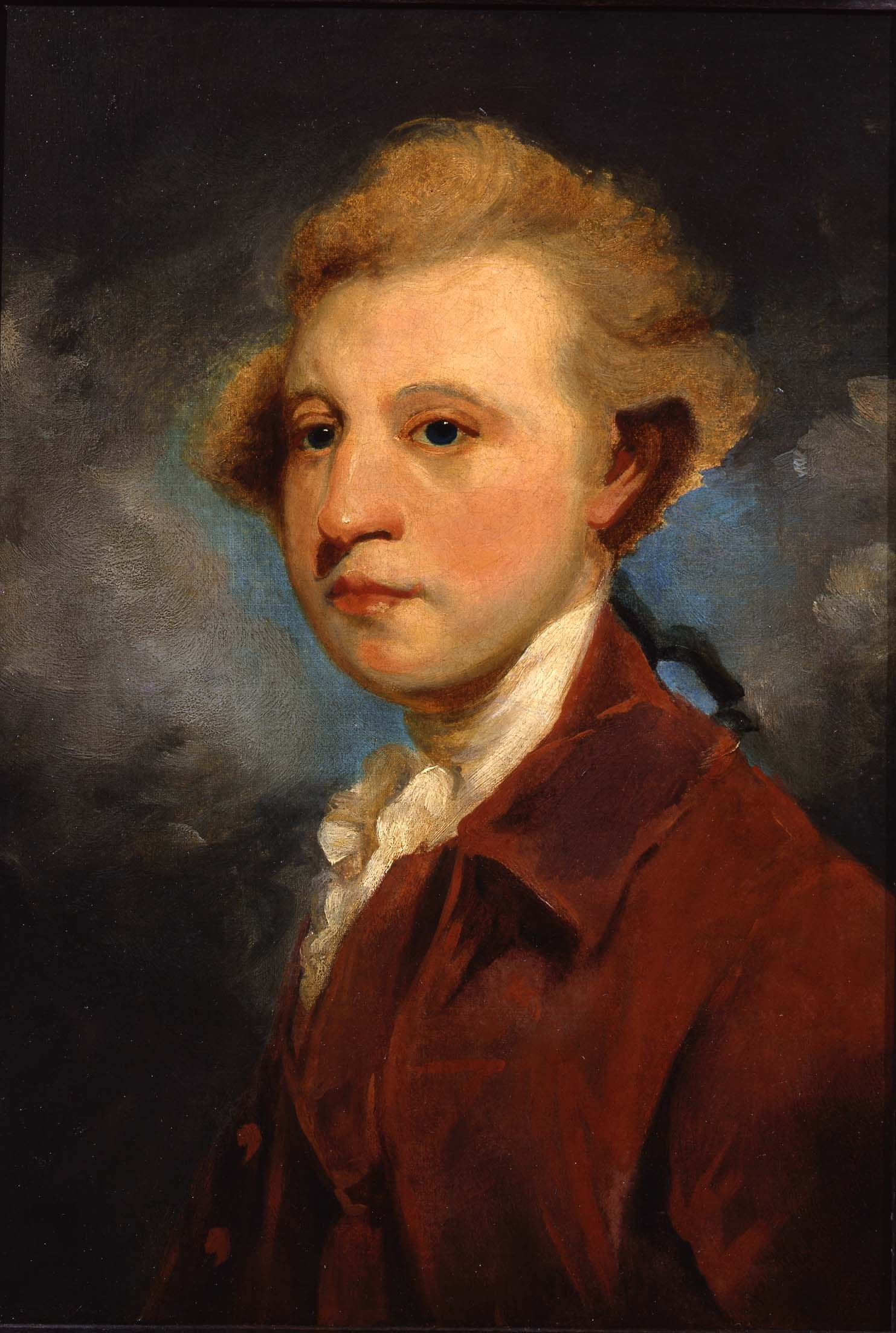
Вільям Понсонбі – ІІ граф Бессборо.

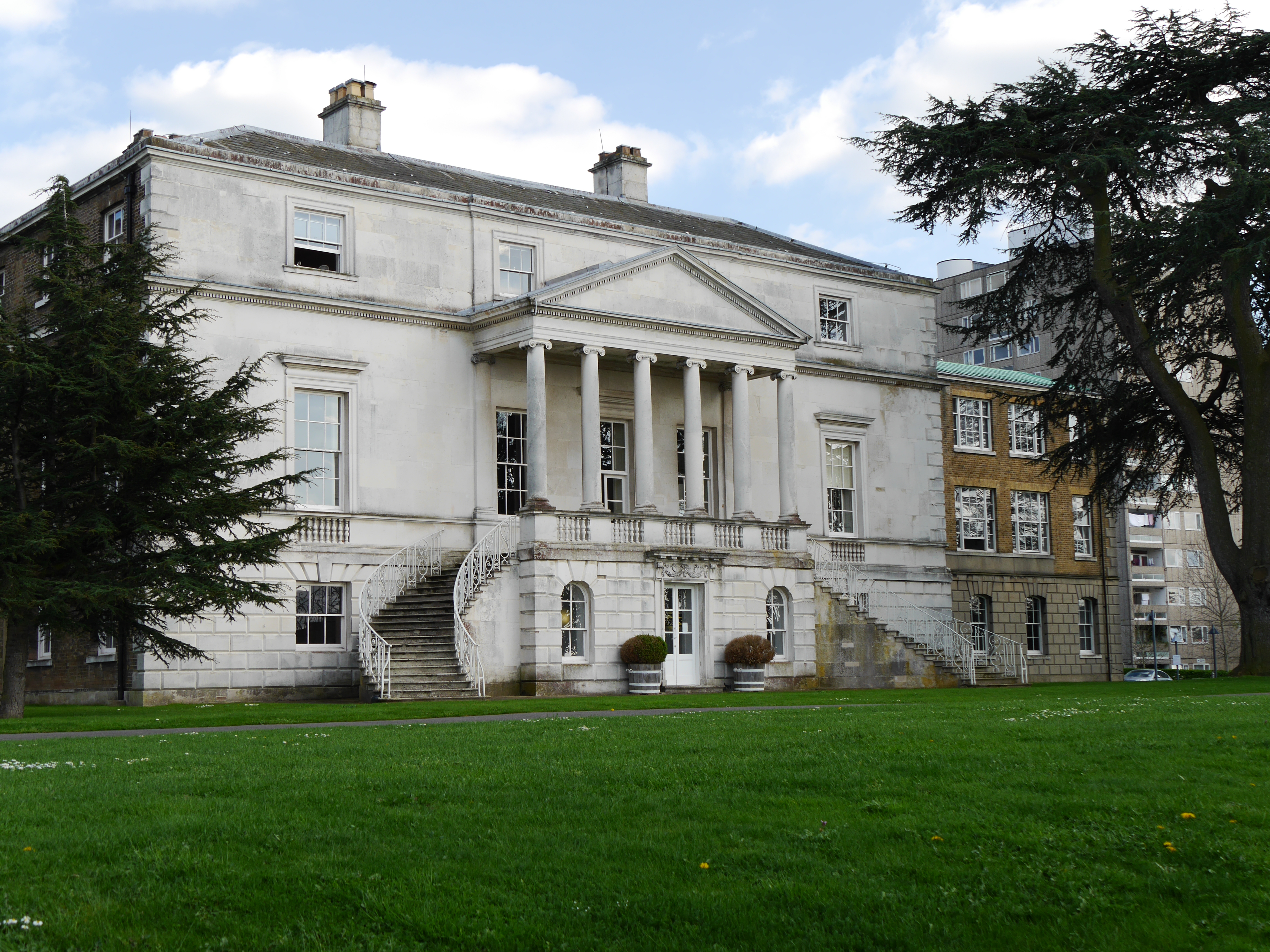
Паркстед-Хаус, Регемптон.

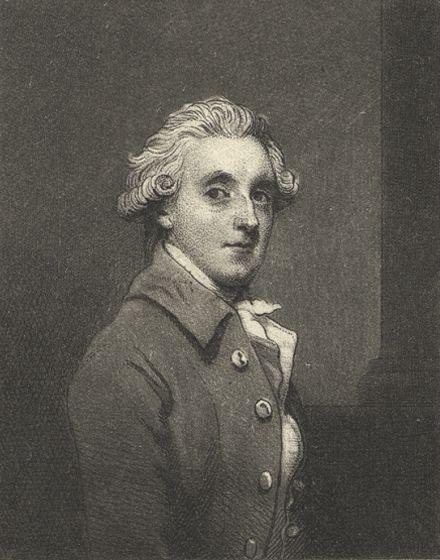
Фредерік Понсонбі – ІІІ граф Бессборо.

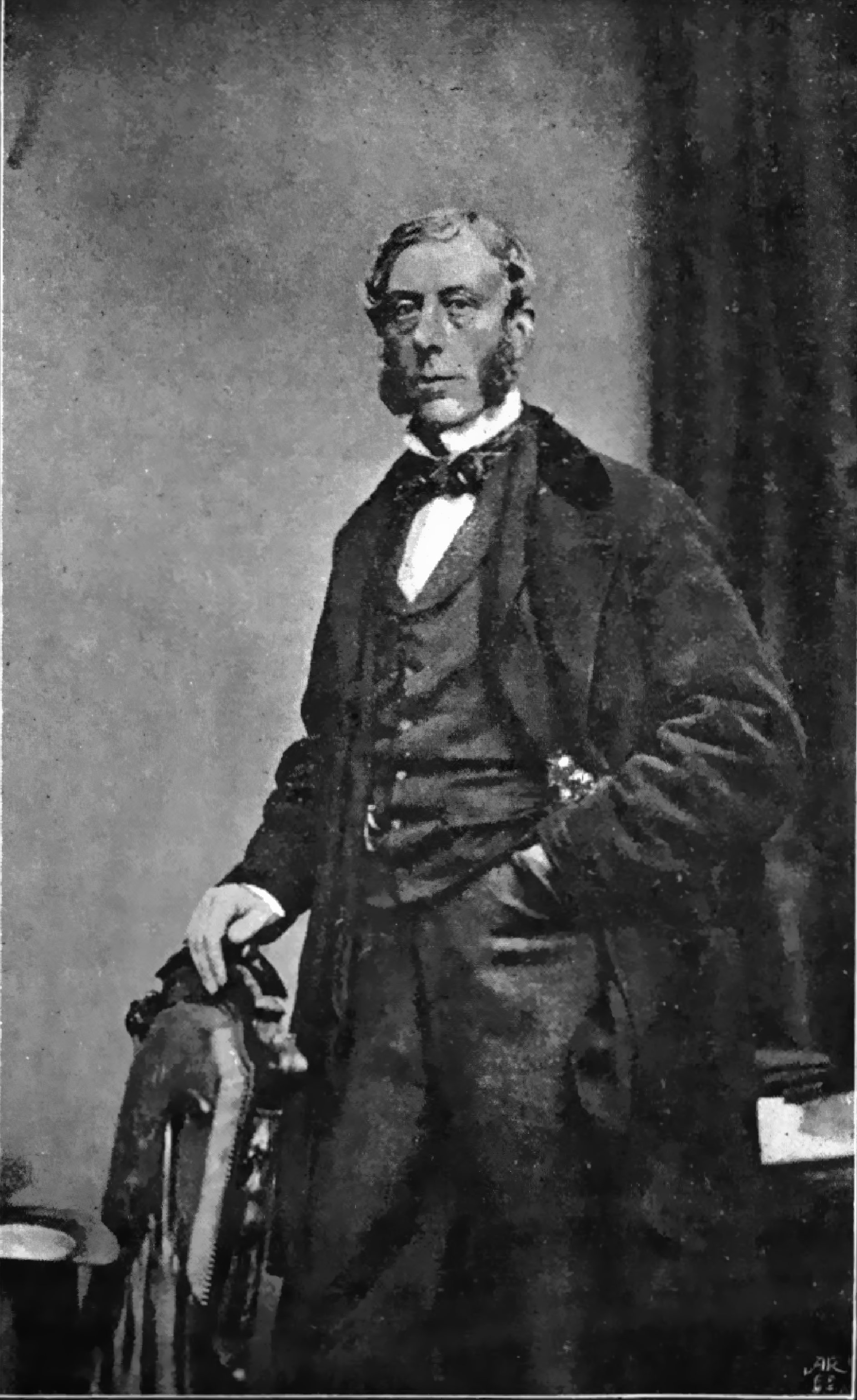
Фредерік Джордж Брабазон Понсонбі (1815 – 1895) – VI граф Бесcборо.

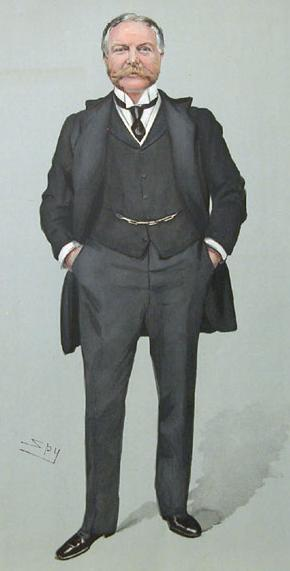
Едвард Понсонбі (1851 – 1920) – VIII граф Бесcборо

Граф Бессборо (англ. - Earl of Bessborough) – аристократичний титул в перстві Ірландії. 

## Історія графів Бессборо
Титул граф Бессборо був створений в перстві Ірландії в 1739 році для Брабазона Понсобі – ІІ віконта Дунканнона. Він був депутатом Палати громад парламенту Ірландії і представляв Ньютаунардс та графство Кілдер. У 1749 році він отримав титул барона Понсобі з Сайсонбі, що в графстві Лестер у перстві Великої Британії. Це дало йому право отримати місце в Палаті лордів парламенту Великої Британії. Титули віконта Дунканнон (Данканнон) із замку Дунканнон, що в графстві Вексфорд та барона Бессборо з Бессборо, що в графстві Кілкенні в перстві Ірландії були даровані відповідно в 1723 та в 1721 роках лорду Бессборо – батькові Брабазона – Вільяму Понсобі. Він був депутатом Палати громад парламенту Ірландії і представляв графство Кілкенні. 
Титул успадкував старший син І графа Бессборо – Вільям Понсонбі, що став ІІ графом Бессборо. Він був відомим політиком, належав до партії вігів, служив лордом скарбниці, лордом адміралтейства, генеральним поштмейстером. Титул успадкував його син – Фредерік Понсонбі, що став ІІІ графом Бессборо. Він був обраний депутатом Палати громад парламенту, належав до партії вігів, служив лордом Адміралтейства. Титул успадкував його син Джон Вільям Проносбі, що став IV графом Бессборо. Він був видатним політиком, належав до партії вігів, був першим комісаром лісів, міністром внутрішніх справ, лордом Таємної Печатки, першим лордом Адміралтейства. У 1834 році він отримав титул барона Дунканнон з Бессборо, що в графстві Кілкенні в перстві Великої Британії. Титул успадкував його старший син – Джон Джордж Брабазон Понсонбі, що став V графом Бессборо. Він був відомим політиком, належав до партії лібералів (вігів), служив в уряді під керівництвом лорда Рассела та лорда-стюарта Вільяма Іварта Гладстона. Він не мав дітей і титул успадкував його молодший брат Фредерік Джордж Брабазон Понсонбі, що став VI графом Бессборо. Він так і не одружився, після його смерті в 1906 році титули успадкував його молодший брат – Волтер Вільям Брабазон Понсонбі, що став VII графом Бессборо. Він був священиком. Його онук – Вер Брабазон Понсобі став ІХ графом Бессборо. Він був відомим політиком, належав до партії консерваторів, обіймав посаду генерал-губернатора Канади в 1931 – 1935 роках. У 1937 році він отримав титул графа Бессборо в перстві Великої Британії. Титул успадкував його син Фредерік, що став Х графом Бессборо. Він був депутатом Палати лордів парламенту, належав до партії консерваторів, обіймав посаду заступника державного секретаря з питань освіти у 1964 році, державного міністра технологій в 1970 році. Пізніше він став депутатом Європейського парламенту. У нього була тільки одна дочка і після його смерті в 1993 році титули зникли. Ірландські титули успадкував його двоюрідний брат Артур, що став ХІ графом Бессборо. Він був сином його ясновельможності Сиріла Майлза Брабазона Понсонбі – другого сина VIII графа Бессборо. 
На сьогодні титулом володіє його син Майлз, що став ХІІ графом Бессборо, успадкувавши титул в 2002 році. 
Ще кілька родичів цієї аристократичної родини були відомими в Ірландії. Його світлість Джон Понсонбі – другий син першого графа Бессборо був спікером Палати громад парламенту Ірландії. Він був батьком Вільяма Понсонбі – І барона Понсонбі та Джорджа Понсонбі – лорд-канцлера Ірландії. Його світлість сер Фредерік Кавендіш Понсонбі – другий син ІІІ графа Бессборо дослужився до генерал-майора і був батьком генерала сера Генрі Фредеріка Понсонбі, що був батьком Фредеріка Понсонбі – І барона Сайнсонбі та Артура Понсонбі – І барона Понсонбі з Шалбрід. Його ясновельможність Вільям Понсонбі – третій син ІІІ графа Бессборо був нагороджений титулом барона де Моллі в 1838 році. Керолайн Понсонбі – єдина дочка ІІІ графа Бессборо була дружиною прем’єр-міністра Великої Британії Вільяма Лемба – ІІ віконта Мельбурн. Вона ввійшла в історію своїм романом з відомим поетом лордом Байроном. Сер Спенсер Понсонбі-Фейн – шостий син IV графа Бессборо служив контролером відділу лорд-камергера корони і був у складі Таємної Ради в 1901 році.

## Родинне гніздо
Нинішньою резиденцією графів Бессборо є маєток Станстед-Парк, що біля Стоутона, Західний Сассекс. Цей маєток придбав ІХ граф Бессборо у 1924 році. Попередніми резиденціями графів Бессборо були замок Бішопскорт-Хаус, що поблизу Бішопскорта, графство Кілдер, Ірландія та Паркстед-Хаус в Рохемптоні, Лондон. Давнім родовим гніздом графів Бессборо був Бессборо-Хаус, що був побудований в 1740 році для І графа Бессборо. Він стоїть біля Пілтауна на півдні графства Кілкенні. Цей будинок був проданий ІХ графом Бессборо наприкінці 1930-тих років. Нині цей будинок належить Агротехнічному коледжу Кілдалтон. 

## Барони Бессборо (1721)
- Вільям Понсонбі (1659 – 1724) – І барон Бессборо (отримав титул віконта Данканон у 1723 році).

## Віконти Данканнон (1723)
- Вільям Понсонбі (1659 – 1724) – І віконт Данканнон
- Брабазон Понсонбі (1679 – 1758) – ІІ віконт Данканнон (нагороджений титулом граф Бессборо в 1739 році)

## Графи Бессборо (1739)
- Брабазон Понсонбі (1679 – 1758) – І граф Бессборо (нагороджений титулом барона Понсонбі з Сісонбі в перстві Великої Британії в 1749 році)
- Вільям Понсонбі (1704 – 1793) – ІІ граф Бессборо
- Фредерік Понсонбі (1758 – 1844) – ІІІ граф Бессборо
- Джон Вільям Понсонбі (1781 – 1847) – IV граф Бессборо (нагороджений титулом барона Данканона у перстві Великої Британії в 1834 році)
- Джон Джордж Брабазон Понсонбі (1809 – 1880) – V граф Бессборо
- Фредерік Джордж Брабазон Понсонбі (1815 – 1895) – VI граф Бессборо
- Волтер Вільям Брабазон Понсонбі (1821 – 1906) – VII граф Бессборо
- Едвард Понсонбі (1851 – 1920) – VIII граф Бессборо
- Вер Брабазон Понсонбі (1880 – 1956) – IX граф Бессборо (нагороджений титулом граф Бессборо у перстві Великої Британії в 1937 році)
- Фредерік Едвард Нойфліз Понсонбі (1913 – 1993) – Х граф Бессборо
- Артур Маунтіфорт Лонгфілд Понсонбі (1912 – 2002) – ХІ граф Бессборо
- Майлз Фіцхью Лонгфілд Понсонбі (1941 р. н.) – ХІІ граф Бессборо

Спадкоємцем титулу є син нинішнього власника титулу Фредерік Артур Вільям Понсонбі - віконт Данканнон (1974 р. н.). Спадкоємцем спадкоємця титулу є його син – його світлість Вільям Август Лонгфілд Понсонбі (2008 р. н.).